# Пионир слободна школа
Пионир слободна школа је слободна школа која се налази у Кикинди, у Србији. Основао ју је Марко Кажић, 2019. године као експеримент стварања поновљивог модела за егалитарне и самоуправне школе у друштвеном власништву. Школа је бесплатна, добровољна и уписује ученике узраста од 13 до 17 година. Школа званично не ограничава теме којима се бави, али је доминантно заступљено учење о технологији, дизајну, комуникацији, етици, социологији и дигиталној хуманистици. Школа заснива свој рад на критичкој педагогији, интегративном образовању и пројектној настави.
Управљање школе подељено је између управитеља и ученика, и од ученика се очекује да учествују у одржавању, надградњи и развоју школе. Филозофија школе развила се под утицајем Антона Макаренка, Лава Виготског, Ивана Илића, Паола Фреиреа, Лава Толстоја, Хенрија Дејвида Тороа и Даниела Гринберга. Школа темељи своје деловање на производњи заједничких добара, слободног и отвореног софтвера и хардвера и одрживих модела развоја.

## Историја
Школа је почела са радом у априлу 2019. године. Настава се од августа 2020. године одржава у типичној банатској кући од набоја са краја 18. века у улици Генерала Драпшина, коју су ученици заједно са Кажићем адаптирали и пренаменили у школу.
У мају 2019. године тим Пионир слободне школе победио је на Изазову отворених података (Open Data Challenge) који је организовао UNDP, развивши Кошницу, слободну и отворену платформу која ће помагати грађанима и привредним субјектима да се информишу о доступној радној снази, образовним профилима, незапослености и доступним програмима и активностима у домену јавног сектора.
Алекса Петков, кандидат школе, постао је 2021. године први појединац у Србији који је продао криптоуметничко дело, продајом своје колекције НФТ-а "Пионири" развојном инкубатору 3327 из Београда, на приватној аукцији.
У току епидемије вируса COVID-19, у склопу акције “Визионари Србије", ученици Пионир слободне школе производили су заштитне визире на 3Д штампачу које су донирали домовима здравља у Србији.
У јесен 2022. године, Пионир слободна школа организовала је добровољно заједничко мапирање Кикинде на платформи OpenStreetMap, у оквиру ког су ученици школе за око месец дана мапирали преко 18.000 објеката и места од значаја у Кикинди.
Школа је 2023. године у Сремским Карловцима добила признање "Зелени лист" које се додељује од 1983. године појединцима и организацијама за заслуге на пољу заштите животне средине. Школа је ово признање добила за рад на пројекту Поново.

## Концепт
Програми су индивидуални за сваког ученика и не постоји курикулум, нема тестова и испита, ни оцењивања, а процена напретка заснива се на формативној процени. Школовање је бесплатно, а пријемни процес није елиминаторан. Сви који се придруже школи постају кандидати. Кандидатура је процес кроз који кандидат проналази теме о којима жели да учи и упознаје се са школом и вршњацима, а демонстрира потребне врлине и знање како би заслужио право да постане ученик. Од кандидата се захтева да покажу солидарност, посвећеност раду, узајамност и узорно васпитање. Кандидатура траје најмање четири месеца. 
Економски модел школе заснива се на узајамности, самодоприносу, партиципативној економији и сакупљању донација из заједнице. Одржавање школе, текуће и инвестиционо, је одговорност ученика, а ученици учествују у одлучивању о начинима повећања капацитета као што је набавка опреме. Школа промовише идеју доживотног учења, па формално ученици никад не завршавају своје образовање, а начини и формати учешћа се мењају током година.

## Пројекти

### Поново
Поново је добротворни пројекат који се бави поправљањем електронике, пошумљавањем и ширењем идеја о одрживој технологији. Пројекат је започет 2022. године. Овај пројекат је настао као одговор на недостатак решења за депоновање и складиштење електронског отпада и лоших пословних пракси произвођача електронике као што је планирано застаревање. Поново утиче на ширење права на поправку, одраста, слободног и отвореног софтвера и хардвера. Непосредан резултат пројекта је да се стара или покварена електроника поправи и поново користи, док је циљ да се створи поновљив модел и утиче на праксе које би омогућиле одржив развој и регенеративну технику и да се смањи количина електронског отпада на депонијама.